# Beverly Johnson (Bergsteigerin)

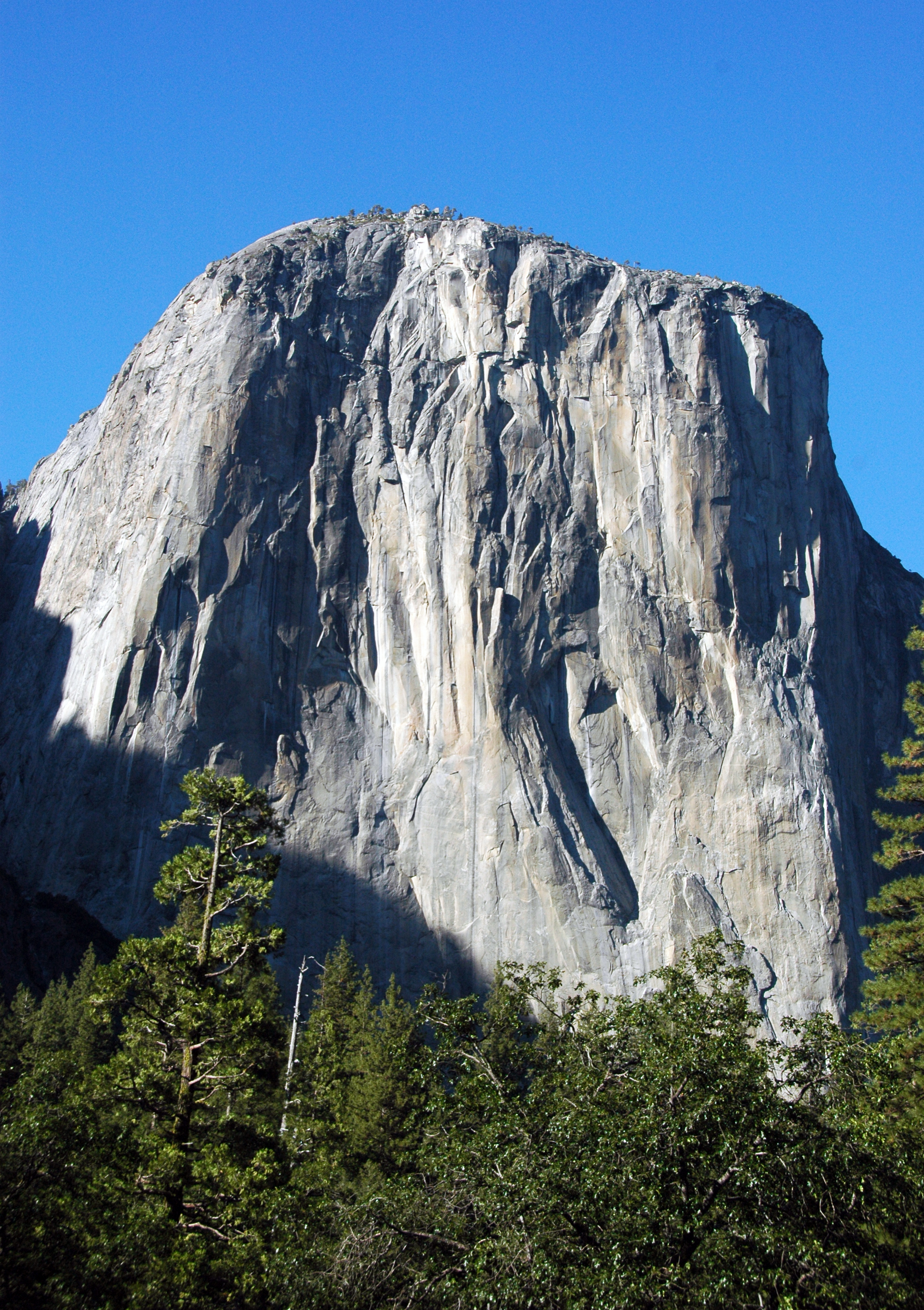
Blick auf die Südwestwand des El Capitan, Yosemite-Nationalpark

Beverly „Bev“ Johnson (* 22. April 1947 in Annapolis, Maryland; † 3. April 1994 in den Ruby Mountains, Nevada) war eine US-amerikanische Bergsteigerin und Abenteurerin. Ihr gelang 1973 zusammen mit Sybille Hechtel die erste Begehung des El Capitan als Frauenseilschaft. Im Jahre 1978 beging sie als erste Frau eine Route am El Capitan im Alleingang. Weiter gelangen ihr am El Capitan die erste Frauenbegehung und die erste Erstbegehung durch eine Frau. In ihrer Abenteuerzeit in den frühen 1980er Jahren fuhr sie alleine im Kajak durch die Magellanstraße und sie durchquerte alleine auf Skiern Grönland. Ihre Aktivitäten machten sie zum Vorbild für viele junge amerikanische Frauen. Sie starb bei einem Helikopterabsturz während eines Heliskiing-Trips.

## Leben
Beverly Johnson stammt aus einer amerikanischen Mittelklassefamilie. Ihr Vater war Marineoffizier und ihre Mutter war Hausfrau. Sie wuchs hauptsächlich im Bezirk Arlington in Virginia auf. Sie besuchte erst die Williamsburg Junior-, dann die Yorktown High School, die sie 1965 abschloss. Als Kind schätzte sie die Natur, vor allem den Ozean, und trieb zahlreiche Sportarten. Sie war eine sehr erfolgreiche Turnerin. Als Jugendliche hatte sie den Ruf außergewöhnlich und exotisch zu sein und immer risikofreudiger als andere. Später besuchte sie die Kent State University in Ohio. Sie erreichte einen Platz in der Dean Liste (an US-amerikanischen Universitäten semesterweise erstelltes Verzeichnis mit den Namen der jeweils besten Studenten) und ging mit Freunden des Bergsteigerclub wandern. In der Zeit besuchte sie auch das Klettergebiet Shawangunks im Staate New York, ein Klettergebiet das für seine hart bewerteten Routen bekannt ist. Sie bewarb sich – so dachte sie – an der University of California, Los Angeles (UCLA), angezogen von dem herausragenden Trainingsprogramm im Turnen der Universität. Als der Zulassungsbescheid eintraf, stellte sie fest, dass sie sich an der University of Southern California in Los Angeles (USC) beworben hatte. Kurz entschlossen studierte sie Geologie an der USC und trainierte Klettern und Skifahren statt Turnen.
Zum Skilanglauf ging sie nach Squaw Valley, wo sie Arbeit als Näherin von Parkas und später als Skilehrerin fand. In den nächsten zehn Jahren verlief ihr Leben in einem saisonalen Rhythmus: Skifahren im Winter und Klettern in der übrigen Zeit des Jahres. Neun volle Saisons verbrachte sie im Yosemite-Nationalpark, wo sie auch außerhalb des Kletterns bedeutende Premieren feierte. Sie war die erste Frau im Such- und Rettungsteam des Parks (Yosemite Search and Rescue (YOSAR)), die erste Chefin einer Feuerwehrmannschaft und Leiterin eines Hubschraubers, der zur Waldbrandbekämpfung eingesetzt wurde.
Beverly Johnson heiratete 1981 den Dokumentarfilmer Mike Hoover, den sie 1967 bei einer Klettertour im Yosemite-Gebiet kennenlernte. Sie verbrachten ihre Flitterwochen in der Antarktis, wo sie den höchsten Gipfel des Kontinents, den Mount Vinson, bestiegen. Für ihre gemeinsamen Dokumentationen bekamen sie mehrere Preise.

## Kletterin im Yosemite
Beverly Johnson prägte ab den 1970er Jahren, den Abenteuersport und insbesondere das Klettern. Im Alter von 24 Jahren war Beverly Johnson 1971 bereits ein festes Mitglied der amerikanischen Kletterelite des Camp-4 im Yosemite. Im Jahr 1973 gelang ihr und Sybille Hetchel die erste Begehung des El Capitan als Frauenseilschaft auf der Triple-Direct Route, die durch den höchsten Wandabschnitt des El Capitan führt. Eine Woche vorher kletterte sie zusammen mit Dan Asay als erste Frau am El Capdie Route The Nose. Mit Charlie Porter schloss sie die Saison am El Capitan mit der Erstbegehung von The Grape Race ab. In etwas mehr als einem Monat hatte Johnson fast drei Wochen in der senkrechten Granitwand des El Capitan verbracht.
Sybille Hechtel erinnerte sich nach ihrer einwöchigen Begehung der Triple-Direct: „Ich glaube, sie haben Wetten auf uns abgeschlossen. Die eine Hälfte der Leute wettete, dass wir es schaffen würden und die andere Hälfte wettete dagegen“. „Bev hegte nie Zweifel am Gelingen der Begehung. Sie war Mitglied des Yosemite Search and Rescue Teams und hätte nie akzeptiert, sich retten zu lassen“.

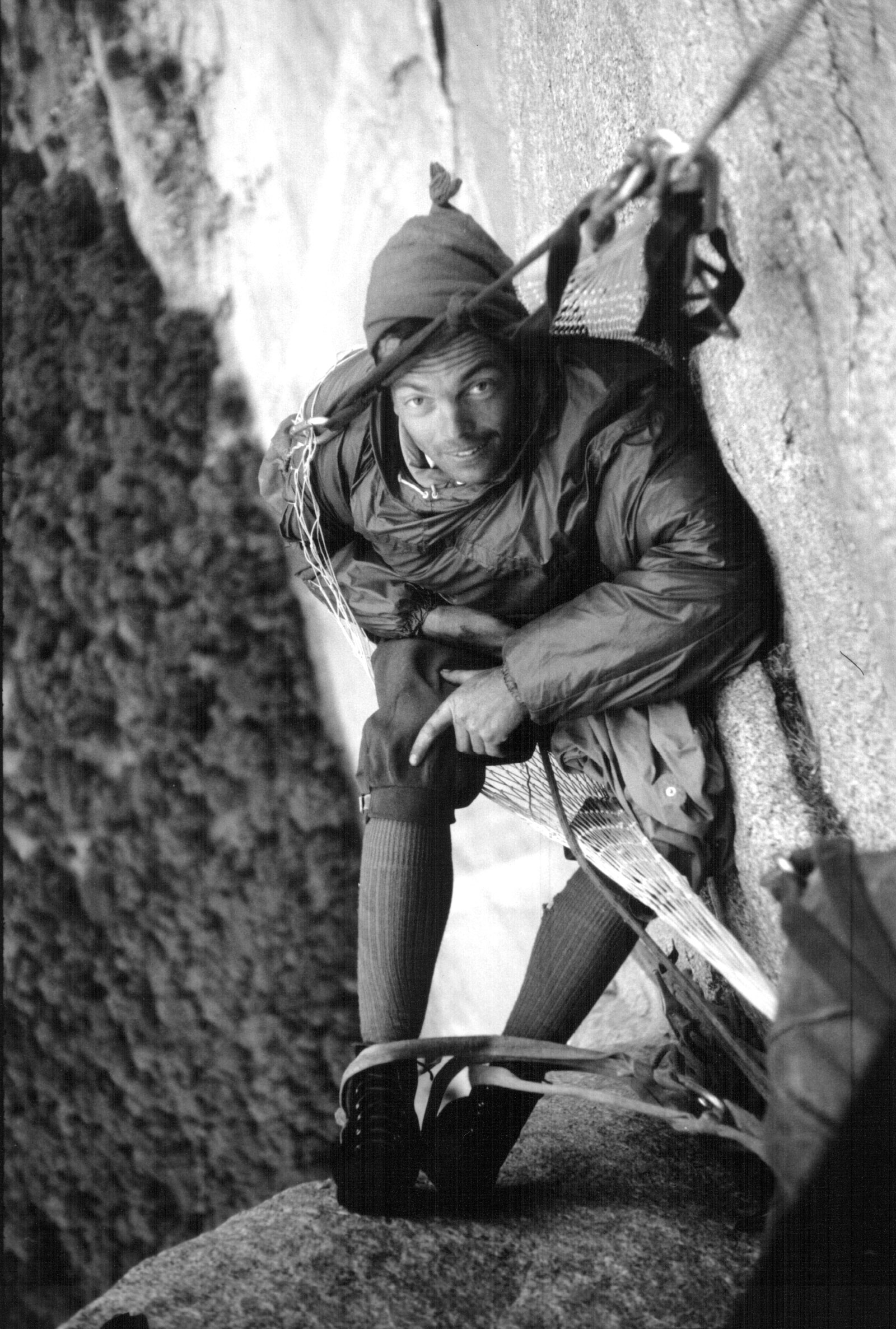
Tom Frost im Biwak in der Dihedral Wall, Yosemite-Nationalpark

Im Jahr 1975 wiederholte sie mit Sybille Hechtel die Route Salathé, eine 1000 m lange Route mit schwierigeren technischen Passagen und Freikletterstellen als die Triple-Direct. Am 17. Oktober 1978 führte sie in 10 Tagen die erste weibliche Solobegehung am El Capitan durch (Dihedral Wall). Die Solobegehung einer teilweise technischen Route bedeutet: Platzierung der Sicherungen (Haken, und Klemmkeile) während des Aufstiegs, Bau eines sicheren Standes am Ende der Seillänge, Abstieg zum Einsammeln der im Aufstieg verwendeten Sicherungen, Wiederaufstieg zum Stand und anschließendes Heraufziehen des Haulbags (eine Art Seesack ohne Tragegurte) mit der gesamten Ausrüstung. Diese bemerkenswerten Erstbegehung machten sie zum Vorbild für viele junge amerikanische Frauen. Auch Lynn Hill, die später als erster Mensch The Nose frei kletterte, wurde in ihren jungen Jahren stark von Beverly Johnson inspiriert. Von einem Sportjournalisten auf ihr Geschlecht angesprochen, erwiderte Johnson: „Felswände machen beim Geschlecht keine Kompromisse. In der Wand sind alle gleich“.
Es gelang ihr am El Capitan die erste Frauenbegehung, die erste Begehung durch eine Frauenseilschaft, die erste Erstbegehung durch eine Frau und die erste Solobegehung durch eine Frau.

## Abenteurerin
Nach diesen Leistungen wandte sich Beverly Johnson anderen Abenteuern zu. Sie war die Anführerin eines sechsköpfigen Frauenteams, das mit dem Fallschirm im Hochland von Neuguinea absprang und sich in die Zivilisation zurück kämpften, gefilmt von Mike Hoover. Ihr gelangen zahlreiche Premieren und bemerkenswerte Leistungen in extremen Umgebungen. Anfang der 1980er Jahre durchquerte sie alleine in einem offenen Kajak die Magellanstraße. Im Jahr 1984 durchquerte sie Grönland auf Skiern, später auch die Arktis. Außerdem durchquerte sie die Beringstraße auf einem Surfbrett. Parallel zu diesen Expeditionen begann die Amerikanerin eine Karriere als Dokumentarfilmerin. Als erfahrene Pilotin unternahm sie als Erste einen Flug mit einem Tragschrauber über die Antarktis.
Sowohl Johnson als auch ihr Ehemann Mike Hoover drehten preisgekrönte Dokumentarfilme, Hoover erhielt 1984 einen Oscar für den Kurzfilm Up. Das Paar erkundete mit Hundeschlitten das Palmerland auf der Antarktische Halbinsel und filmte dabei. Sie waren beide in der Filmcrew der Transglobe-Expedition von 1979, die die Welt über die Pole umrundete. Johnson und Hoover filmten in den 1980er Jahren für CBS den Krieg in Afghanistan, wofür sie einen Emmy bekamen.

## Unfall und Tod
Im Frühjahr 1994 nahm Beverly Johnson an einer Heliskiing-Tour in den Ruby Mountains in Nevada teil. Ihre Gruppe hatte mit schlechten Wetterbedingungen zu kämpfen, welche die Helikopterflüge behinderten. Während eines Startfensters am 3. April hatte der Hubschrauber, in dem sich die Amerikanerin befand, ein Motorproblem und stürzte am Canyon Thorpe Creek südlich von Lamoille ab. Während ihr Ehemann Mike Hoover seine Verletzungen überlebte, waren Beverly Johnson sowie Frank Wells (ein hochrangiger Manager der Walt Disney Company) auf der Stelle tot.

## Akzeptanz in der Kletterszene
„Sie war das erste Mädchen, das zu den Jungs gehörte“, sagt Jim Bridwell, Gründer von YOSAR und inoffizieller Anführer der neuen Kletterergeneration im Yosemite. „Wir nahmen keine Mädchen zum Klettern mit, aber wir nahmen Bev mit“.
Wie die langjährige Langlaufenthusiastin mit dem alpinen Skifahren begann, beschrieb Jim Bridwell 1994 in der Zeitschrift Climbing: „Bevs Skiausrüstung bestand aus gebrauchten Ski einer französischen Mannschaft und abgetragenen Stöcken. Die Schuhe bekam sie von der Schwester eines Freundes. Vor uns entdeckte ich einen einsamen Skifahrer, der große, geschmeidige und schnelle Kurven fuhr. Als er näher kam sah ich, dass es eine Frau war, die den Hügel hinunter rauschte; es war Beverly. Wenn es darum ging, neue Fertigkeiten zu erlernen, machte sie doppelt so schnelle Fortschritte wie ich selbst.“
Sie war aber auch mit Vorurteilen konfrontiert. In ihren frühen Jahren im Yosemite galt die Regel: Wenn sie es konnte, war es Schwierigkeitsgrad VI, wenn sie es nicht konnte, war es VII. Später führte Johnson regelmäßig im VII und VIII Grad, aber Bridwell blieb bei seinen Vorstellungen. Als Johnson die erste Seillänge von New Dimensions wiederholte, einer Route, die Bridwell selbst erschlossen und mit VIII bewertet hatte, stufte er sie auf VII herunter. Johnson konnte nur lachen und kletterte weitere schwierige Routen. Bei Whack and Dangle, eine mit VIII bewerteten Route, hielt Johnson mitten im Klettern inne und rief ihrem Partner Bruce Hilden zu. „Weißt du, wenn ich es schaffe, werden sie die Route einfach herabstufen“.

## Wertschätzung
Nach der Solo-Begehung des El Capitan wurde Johnson in mehrere Fernsehsendungen eingeladen und Zeitungen berichteten von ihrem Erfolg. So wurde sie von Johnny Carson in die The Tonight Show eingeladen, der erfolgreichsten Late-Night-Show des amerikanischen Fernsehens. Sie wird auch in der Hall of Fame von Yorktown geehrt, wo eine Gedenktafel ihre zahlreichen Leistungen hervorhebt. Ihr Wirken wurde in zwei Büchern gewürdigt:
- Gabriela Zim in Rocks and Roses, Mountaineering Essays by Some of the World’s Best Women Climbers of the 20th Century.[14]
- Gabriela Zim: The View from the Edge: Life and Landscapes of Beverly Johnson[15]

## Bekannte Sprüche von Bev Johnson
In der The Tonight Show wurde sie gefragt: „Warum tun Sie das?“ „Ich habe keine Ahnung“, sagte Johnson scherzhaft.
In der Sendung To Tell the Truth fragte ein prominenter Diskussionsteilnehmer, woher sie wisse, wann sie für eine Klettertour bereit sei. Johnson antwortete: „Man versucht es. Wenn du es nicht schaffst, bist du nicht bereit.“